# Adaminte Makan Abu
Adaminte Makan Abu è un film indiano del 2011 diretto da Salim Ahamed.

## Riconoscimenti
- National Film Awards
  - 2011: "Best Film", "Best Actor" (Salim Kumar), "Best Cinematography" (Madhu Ambat), "Best Music Director" (Isaac Thomas Kottukappally)
- Kerala State Film Awards 
  - 2011: "Best Film", "Best Actor" (Salim Kumar)
- Kerala International Film Festival 
  - 2011: "NETPAC Award - Malayalam Film", "Hassankutty Award" (Salim Ahmed), "FIPRESCI Prize - Malayalam Film"